# Nunataki Veshki
Nunataki Veshki är en nunatak i Antarktis. Den ligger i Östantarktis. Australien gör anspråk på området. Toppen på Nunataki Veshki är 990 meter över havet.
Terrängen runt Nunataki Veshki är lite kuperad, och sluttar norrut. Trakten är obefolkad. Det finns inga samhällen i närheten.